# Формат книжки

Традиційні розміри/формати книжок, що використовуються в англомовних країнах. Ґрунтуються на друкарському папері розміром 19"×24". US Letter показаний для порівняння.

Формат книжки — визначає її ширину і висоту.

## Давні часи
Формат рукописної книжки називали лат. in maiori / magna / media / mediocri / minori / mino forma, позначаючи великі, середні і малі книжки.
В інкунабулах переважали формати:
- великий фоліант — лат. forma regalis (70 х 50 см)
- малий фоліант — лат. forma mediana або лат. communis (50 x 35 см)

## ДСТУ 4489:2005
В Україні формати книжкових та журнальних видань стандартизовані в ДСТУ 4489:2005, який випущений на заміну ГОСТ 5773-90.

Формати книг

Формати журналів

## ГОСТ 5773-90
| Формат книги | Розмір      | До обрізки | До обрізки | Частка листа | Після обрізки | Після обрізки | Співвідношення сторін |
| Формат книги | Розмір      | Ширина, см | Висота, см | Частка листа | Ширина, мм    | Висота, мм    | Співвідношення сторін |
| ------------ | ----------- | ---------- | ---------- | ------------ | ------------- | ------------- | --------------------- |
| 84×108/8     | Надвеликий  | 108        | 84         | 8 (4×2)      | 265           | 410           | 1,55                  |
| 70×108/8     | -           | 108        | 70         | 8 (4×2)      | 265           | 340           | 1,28                  |
| 70×100/8     | -           | 100        | 70         | 8 (4×2)      | 245           | 340           | 1,39                  |
| 60×90/8      | Великий     | 90         | 60         | 8 (4×2)      | 220           | 290           | 1,32                  |
| 60×84/8      | -           | 84         | 60         | 8 (4×2)      | 205           | 290           | 1,41                  |
| 84×108/16    | -           | 84         | 108        | 16 (4×4)     | 205           | 260           | 1,27                  |
| 70×108/16    | Збільшений  | 70         | 108        | 16 (4×4)     | 170           | 260           | 1,53                  |
| 70×100/16    | -           | 70         | 100        | 16 (4×4)     | 170           | 240           | 1,41                  |
| 70×90/16     | -           | 70         | 90         | 16 (4×4)     | 170           | 215           | 1,26                  |
| 60×90/16     | Стандартний | 60         | 90         | 16 (4×4)     | 145           | 215           | 1,48                  |
| 60×84/16     | -           | 60         | 84         | 16 (4×4)     | 145           | 200           | 1,38                  |
| 84×108/32    | -           | 108        | 84         | 32 (8×4)     | 130           | 200           | 1,54                  |
| 75×90/32     | Малий       | 90         | 75         | 32 (8×4)     | 107           | 177           | 1,65                  |
| 70×108/32    | -           | 108        | 70         | 32 (8×4)     | 130           | 165           | 1,27                  |
| 70×100/32    | -           | 100        | 70         | 32 (8×4)     | 120           | 165           | 1,38                  |
| 70×90/32     | -           | 90         | 70         | 32 (8×4)     | 107           | 165           | 1,54                  |
| 60×90/32     | -           | 90         | 60         | 32 (8×4)     | 107           | 140           | 1,31                  |
| 60×84/32     | -           | 84         | 60         | 32 (8×4)     | 100           | 140           | 1,40                  |
| 84×108/64    | Надмалий    | 84         | 108        | 64 (8×8)     | 100           | 125           | 1,25                  |
| 70×108/64    | -           | 70         | 108        | 64 (8×8)     | 82            | 125           | 1,52                  |
| 70×100/64    | -           | 70         | 100        | 64 (8×8)     | 82            | 102           | 1,24                  |

Формати книг за ГОСТ 5773-90

Формати журналів за ГОСТ 5773-90

Формати книг вказують скорочено, наприклад, ось так — 60 × 90/16. У цьому виразі число «60» позначає ширину вихідного паперового листа (в сантиметрах), «90» — висоту паперового листа, а «1/16» — частка аркуша, що виходить при його складанні в зошит [2]. Щоб отримати число сторінок в зошиті, треба 16 помножити на два.
Щоб отримати розмір сторінки до обрізки, потрібно врахувати, що найчастіше застосовується перпендикулярне фальцювання і що лист спочатку складається з довгої сторони. 
Приклад 1
Наприклад, для формату 60×90/16 лист складається чотири рази (точніше, вперше він розрізається, оскільки число згинів не повинно бути більш як три): двічі — довга сторона і двічі — коротка, тому розмір довгої сторони сторінки буде дорівнює 90/4 = 22,5 см, а розмір короткої сторони сторінки буде дорівнює 60/4 = 15 см. Реальний розмір сторінки виявляється дещо менше, оскільки всі сторінки ще обрізаються з трьох сторін.
Приклад 2
Наприклад, формат 84×90/32 визначає розмір сторінки до обрізки 210×112,5 мм, а після обрізки 200 мм х 107,5 мм:
84×90/32 означає, що на аркуші паперу розміром 84х90 см буде розміщено 32 сторінки.
Щоб отримати 32 сторінки, коротшу сторону слід скласти учетверо (поділити на 4), а довшу увосьмеро (поділити на 8). Виходить 210×112,5 мм.
Від довшої сторони сторінки віднімається на обрізку 10 мм, від коротшої 5 мм. Виходить 200×107,5 мм.

## Стандарти в інших країнах

Порівняння деяких книжкових розмірів, заснованих на Американська бібліотечна асоціація